# Sân bay quốc tế Malta
Sân bay quốc tế Malta (IATA: MLA, ICAO: LMML) là sân bay duy nhất ở Malta, và nó phục vụ toàn bộ quần đảo tiếng Malta. Nó nằm giữa Luqa và Gudja tại Malta. Nó chiếm vị trí của Căn cứ không quân Luqa cũ và đã được hoàn toàn được xây mới, hoạt động đầy đủ vào ngày 25 tháng 3 năm 1992. Người dân địa phương vẫn gọi là Sân bay Luqa, và đôi khi là Sân bay quốc tế Valletta, vì sân bay có cự ly 5 km về phía tây nam [1] Valletta thủ đô Malta.
Sân bay này là trung tâm chính của hãng Air Malta, mặc dù nhiều hãng hàng không khác cũng bay đến sân bay, bao gồm cả các hãng hàng không chở khách đi nghỉ mát. Sân bay này được điều hành bởi Malta International Airport plc, một công ty trách nhiệm hữu hạn công cộng. Sân bay cũng chứa các khu vực triển lãm hàng không Malta hàng năm với sự tham gia của máy bay quân sự và dân sự từ các nước châu Âu và các quốc gia khác.